# 홍성군·예산군
홍성군·예산군은 대한민국의 국회의원 선거구이다. 충청남도 홍성군과 예산군을 관할한다. 현 지역구 국회의원은 국민의힘의 강승규이다.

## 역사
대한민국 제17대 국회의원 선거를 앞두고 청양군·홍성군 선거구의 인구가 하한선 밑으로 떨어졌다. 이에 따른 선거구 조정으로 예산군과 홍성군이 하나의 선거구를 이루게 됨에 따라 폐지되었다.

## 관할 구역
| 대수  | 관할 구역               |
| ----- | ----------------------- |
| 17대~ | 홍성군 일원 예산군 일원 |

## 역대 국회의원
| 선거   | 정당 | 정당       | 의원   |
| ------ | ---- | ---------- | ------ |
| 2004년 |      | 한나라당   | 홍문표 |
| 2008년 |      | 자유선진당 | 이회창 |
| 2012년 |      | 새누리당   | 홍문표 |
| 2016년 |      | 새누리당   | 홍문표 |
| 2020년 |      | 미래통합당 | 홍문표 |
| 2024년 |      | 국민의힘   | 강승규 |

## 역대 선거 결과

### 대한민국 제17대 국회의원 선거
|  | 32.54% |

|  | 25.25% |

|  | 20.87% |

|  | 18.50% |

|  | 1.51% |

|  | 1.32% |

### 대한민국 제18대 국회의원 선거
|  | 60.90% |

|  | 35.74% |

|  | 2.48% |

|  | 0.85% |

### 대한민국 제19대 국회의원 선거
|  | 50.80% |

|  | 29.63% |

|  | 19.55% |

### 대한민국 제20대 국회의원 선거
|  | 42.47% |

|  | 26.27% |

|  | 24.09% |

|  | 7.16% |

### 대한민국 제21대 국회의원 선거
|  | 53.95% |

|  | 44.48% |

|  | 1.56% |

### 대한민국 제22대 국회의원 선거
|  | 54.84% |

|  | 45.15% |